# Moroccanoil
Moroccanoil è un'azienda cosmetica israeliana con sede amministrativa a New York, specializzata in prodotti per la cura dei capelli contenenti olio di argan. È stata fondata nel 2008 a Montréal dalla cileno-canadese Carmen Tal insieme al suo allora marito israeliano Ofer Tal.

## Storia

### Fondazione
L'attività commerciale da cui ha origine Moroccanoil viene avviata dai fratelli israeliani Mike ed Erik Sabag nel 2003, quando Mike, di professione parrucchiere, sperimenta le proprietà protettive dell'olio di argan, portatogli dalla madre marocchina di ritorno da un viaggio nel proprio paese. I due cominciano a vendere il prodotto ai saloni da parrucchiere nella zona di Tel Aviv.
Secondo il suo racconto, Carmen Tal viene a conoscenza del prodotto in seguito a un episodio che la vede protagonista: poco prima di partire per il matrimonio della cognata in Israele, i suoi capelli rimangono danneggiati dalla tinta troppo aggressiva fattale da una dipendente del suo salone da parrucchiera a Montréal; la cognata la porta in un salone di Tel Aviv a ricevere un trattamento all'olio di argan, in seguito al quale osserva una veloce ripresa del capello. Convince così il marito, Ofer Tal, a contattarne i produttori, acquisendone i diritti di distribuzione in Nord America. Il rapido successo commerciale del prodotto in America spinge la coppia ad acquistare l'azienda nel 2008 e a spostare la produzione in un nuovo impianto nel nord d'Israele.

### Espansione
Nel corso degli anni, il mercato dei prodotti Moroccanoil si allarga a un numero sempre maggiore di paesi, e l'azienda crea una linea per la cura del corpo nel 2016 e una di profumi nel 2021. Inoltre, nel 2020 a Manhattan viene aperta un'accademia Moroccanoil per parrucchieri.

## Operazioni
Al gennaio 2013, la produzione di Moroccanoil avverrebbe per l'80% in uno stabilimento situato "due ore a nord di Gerusalemme", che dovrebbe corrispondere a quello di Ma'alot-Tarshiha riportato dall'azienda nelle proprie schede di sicurezza. Suoi impianti di produzione si trovano in Israele, Italia e Canada, e ha uffici a Montréal (ufficio legale a Mont-Royal), Rishon LeZion (sede legale), Edgware, Francoforte, Tokyo e in precedenza San Paolo.
Moroccanoil pubblicizza il proprio impegno per una produzione cruelty-free e sostenibile, attraverso la riduzione delle plastiche monouso, la prevenzione dell'inquinamento del suolo e delle falde acquifere, e collaborazioni con associazioni ambientaliste e animaliste (comprese PETA, Oceana, Green Circle Salons, Humane Society of the United States e Sato Project); lo stabilimento principale è completamente alimentato a energia solare per ridurre le emissioni di gas serra.

## Marketing
Moroccanoil vende i propri prodotti in oltre 85 paesi in tutto il mondo, principalmente in via interaziendale ai saloni di bellezza (circa 85.000 al gennaio 2020), ma più di recente si è allargata alla vendita al dettaglio, in particolare nei travel retails e nei duty-free. Inoltre, fra le celebrità e case di moda che fanno uso dei suoi prodotti vi sarebbero Angelina Jolie, Brie Larson, Emily Blunt, Fergie, Iman, Jack Grealish, Jennifer Lopez, Jessica Biel, Jessica Simpson, Katy Perry, Lily Aldridge, Madonna, Margot Robbie, Badgley Mischka, Carolina Herrera e Roberto Cavalli.
A partire dal 2020, dopo l'edizione di Tel Aviv del 2019, l'azienda è il maggiore sponsor (presenting partner) dell'Eurovision Song Contest, e da allora i suoi "parrucchieri professionisti di livello mondiale" lavorano alle acconciature di artisti e presentatori durante l'evento; il red carpet di apertura della kermesse è stato ribattezzato turquoise carpet ("tappeto turchese") in riferimento al colore del marchio. Il contratto di sponsorizzazione aveva decorrenza fino al 2024, quando Moroccanoil ha indicato che avrebbe sponsorizzato anche l'edizione 2025.

## Controversie

### Trasparenza
Moroccanoil è stata accusata di non essere trasparente in merito all'esatta ubicazione dei propri impianti di produzione, limitandosi a etichettare i prodotti come made in Israel o made in Canada; attivisti appartenenti a movimenti quali BDS e Canadians for Justice and Peace in the Middle East hanno invitato a boicottare l'azienda, sollevando il dubbio che essa operi nei territori palestinesi occupati "distraendo" i consumatori con una caratterizzazione "glamour" dei propri prodotti. Anche il nome del marchio, che richiama il Marocco, è stato criticato e definito come un modo per aggirare il boicottaggio anti-israeliano attraverso l'appropriazione culturale, in quanto l'azienda non ha alcun legame con il paese nordafricano.

### Eurovision Song Contest 2024 e 2025
A seguito della crisi umanitaria causata dall'offensiva israeliana su Gaza a partire dall'ottobre 2023, numerosi appelli sono stati rivolti all'Unione europea di radiodiffusione (UER), che organizza l'evento, affinché Israele venisse escluso dall'Eurovision Song Contest 2024, ma in ultima istanza il paese ha potuto partecipare regolarmente. Il reiterato rifiuto da parte dell'UER di riconsiderare la legittimità di tale partecipazione è stato imputato da alcuni critici anche alla sponsorizzazione da parte di Moroccanoil, un'azienda israeliana. Le accuse di conflitto d'interessi sono state rinnovate l'anno successivo, con Israele in gara per la seconda volta durante la guerra.